# 틴카라 코바치
틴카라 코바치(Tinkara Kovač, 1978년 9월 3일 ~ )는 슬로베니아의 가수이다.